# NGC 5434
NGC 5434 (ook: NGC 5434A) is een spiraalvormig sterrenstelsel in het sterrenbeeld Ossenhoeder. Het hemelobject werd op 25 april 1883 ontdekt door de Duitse astronoom Ernst Wilhelm Leberecht Tempel.

## Synoniemen
- UGC 8965
- MCG 2-36-22
- ZWG 74.68
- KCPG 410A
- PGC 50077